# Comprimario
Il comprimario è quell'artista che nel teatro, sia di prosa che musicale, e nei generi derivati come il cinema, riveste un ruolo che, pur non essendo di protagonista, è funzionale e indispensabile allo svolgimento dell'intreccio drammatico, differenziandosi in ciò dall'attore o cantante che interpreta un ruolo secondario di completamento dell'azione scenica.

## Il comprimario nell'opera lirica
Molti cantanti hanno iniziato la carriera come comprimari; altri invece l'hanno conclusa in questo ruolo non avendo più la resistenza necessaria per affrontare ruoli più impegnativi; alcuni hanno costruito una carriera interamente su questi ruoli. Tra questi ultimi, vi sono cantanti come Piero de Palma, Anthony Laciura, Jean Kraft, Nico Castel e Charles Anthony del Metropolitan Opera, nonché Plinio Clabassi, Ernesto Gavazzi, Heinz Zednik e Karl Dönch.